# Волча-Велика (Поморське воєводство)
Волча-Велика (пол. Wołcza Wielka, нім. Groß Volz) — село в Польщі, у гміні Мястко Битівського повіту Поморського воєводства.
Населення — 330 осіб (2011).
У 1975-1998 роках село належало до Слупського воєводства.

## Демографія
Демографічна структура станом на 31 березня 2011 року:
|          | Загалом | Допрацездатний вік | Працездатний вік | Постпрацездатний вік |
| -------- | ------- | ------------------ | ---------------- | -------------------- |
| Чоловіки | 178     | 28                 | 139              | 11                   |
| Жінки    | 152     | 20                 | 109              | 23                   |
| Разом    | 330     | 48                 | 248              | 34                   |